# هنتر أشورث
هنتر أشورث (بالإنجليزية: Hunter Ashworth)‏ هو لاعب كرة قدم نيوزيلندي وأمريكي في مركز الدفاع، ولد في 8 يناير 1998 في لاغونا بيتش في الولايات المتحدة. لعب مع بيتسبورغ ريفرهوندز.